# 來栖凜
來栖凜（日语：／ Kurusu Rin，2000年11月8日—）是出生于东京都的日本写真偶像、歌手、声优。昵称为“りんりん”。曾是女子偶像团体26时的假面舞会的成员（担任C位）。

## 经历
初中二年级的时候，每次去竹下通都会被同一个人多次搭讪，父亲告诉她「既然别人找你这么多次，就至少去听听他们的话」，于是决定加入偶像组合，但由于备战高中入学考试，因此没有立即开始活动。之后在高中时参加《26时的假面舞会》的选拔，成功成为该组合的一员并正式出道。2017年7月，发行了个人首本写真集《16歳のコアクマ》  。
2018年10月，在周刊Young Jump《全国女子高中生制服收藏》比赛中获得大奖。史上第一次2000年代出生的选手获得该比赛的大奖。
2019年1月10日，入选《周刊Young Jump》40周年纪念《SS ELEVEN》成员之一 。
2022年10月30日，26时的假面舞会宣布解散。
2022年11月1日，来栖凛在社交媒体上宣布离开所属的经纪公司，并表示将来将朝着成为声优的方向发展。2023年1月25日，她在YouTube 频道上宣布将于今年春季从Lantis公司单飞，并宣布官方粉丝俱乐部「くるーず！」。
2023年4月的电视动画《在无神世界里进行传教活动》中担任主题曲演唱。此外，她还在声优方面配音名为“シアン”的角色。
2024年4月13日，以飾演安養寺姬芽的身分加入Love Live!系列旗下app《Link! Like! Love Live!》的衍生偶像團體蓮之空女學院學園偶像俱樂部。

## 人物
- 爱好是参观天象仪，特长是书法和绘画[9] 。
- 作为喜欢精灵宝可梦的偶像而闻名，在《寶可夢夥伴聚集?（日语：ポケモンの家あつまる?）》（2018年10月14日、12月2日、2020年2月9日，东京电视台）[10]的节目录制中自称水属性。[11]
- 有只名叫麦的兔子和一只名叫小饼干的狗。[12][13]
- “喜欢恶作剧和撒娇”。成员们经常会批评她的行为“过于装可爱，好像在做生意”。[14]
- 作为偶像的目标是“BAND JA NAIMON!”的七星ぐみ，“You'll Melt More!（日语：ゆるめるモ!）”的Ano[14]以及“Maneki Kecak”的松下玲緒菜（日语：松下玲緒菜）[1] 。
- 在《周刊Young Jump》的“全国女子高中生制服收藏 ”大奖赛获奖，冠军标语是“最新型的正统美少女”以及“平成最后的公主”[15]。
- 2019年4月15日至2019年8月25日，与盐川莉世（日语：塩川莉世）和白冈今日花（日语：白岡今日花）一起在@JAM EXPO 2019[16]中作为期间限定组合「R2K」演出。

## 作品列表
关于作为26时的假面舞会的活动，请参见《26时的假面舞会》。

### 單曲
|            | 发布日期      | 标题   | 規格產品編號 | 規格產品編號                                    | - Oricon - 最高位 |
| 初回限定盤 | 发布日期      | 标题   | 普通版       |                                                 | - Oricon - 最高位 |
| Lantis     | Lantis        | Lantis | Lantis       | Lantis                                          | Lantis            |
| ---------- | ------------- | ------ | ------------ | ----------------------------------------------- | ----------------- |
| 1st        | 2023年5月24日 | I wish | LACM-34380   | - LACM-24380（通常盤A） - LACM-24381（通常盤B） | TBA               |

### 商业搭配
| 音乐     | 商业搭配                                           | 时期   |
| -------- | -------------------------------------------------- | ------ |
| I wish   | 电视动画「在无神世界里进行传教活动」片頭曲         | 2023年 |
| Believer | 电视动画「關於我轉生變成史萊姆這檔事 第3期」片尾曲 | 2024年 |

## 书籍

### 杂志
2017年
- HR 2017年9月号（グラフィティマガジンズ）[17]

2018年
- 週刊アスキー（ASCII）[18]
- 分册 IDOL FILE MONOTONE CLASSY IDOL（Rocks Entertainment）
- IDOL AND READ 014（シンコーミュージック）[19][20]

2019年
- Top Yell NEO 2019 SPRING（Top Yell编辑部）
- 週刊YOUNG JUMP 2019年10号（集英社） [21]

2020年
- B.L.T. graph.vol.52（B.L.T.）[22]
- 漫畫ACTION 2020年 4/7（双叶社）
- フォトテクニックデジタル 2020年6月号（玄光社）[23]

2021年
- PnRvol1.1 グラビア&ロングインタビュー（ジャパンミュージックネットワーク）

### 写真
2017年
- 16歳のコアクマ 26時のマスカレイド（EA、撮影：NEW163）ISBN 978-4907301507[2]

2019年
- キミの制服（集英社、撮影：細居幸次郎） - 数码限定
- トクベツな君（集英社、撮影：細居幸次郎） - 数码限定
- Lakka[a]（集英社、撮影：細居幸次郎）ISBN 978-4-08-780890-2

2020年
- 太陽ちゃんとお月様（集英社、撮影：桑島智輝） - 数码限定、吉井美優共同出演

2021年
- だから、もう一度君に恋をする!（集英社、撮影：細居幸次郎） - 数码限定

2022年
- 作为凛。（角川）ISBN 978-4-04-897489-9[24]

## 演出作品

### CM
2019年
- NEXON新楓之谷2[25]

### 广播
2019年
- 《GIRLS♥GIRLS♥GIRLS-RED ZONE-（日语：GIRLS♥GIRLS♥GIRLS） ニジマスの今宵も一緒に踊りましょ（日语：ニジマスの今宵も一緒に踊りましょ）》（FM FUJI）-常规

2023年
- 来栖凛的捕获！（FM滋賀（日语：エフエム滋賀））～担任每月第2个星期四[26]

### 电视节目
2020年
- 《 26点“不久前”假面舞会（日语：26時“ちょい前”のマスカレイド）》（20日深夜）日本電視台
- 《我写了我喜欢你的名字（日语：君の名前を好きって書いた）》（CS日視PLUS（日语：日テレプラス ドラマ・アニメ・音楽ライブ））

### 电视动画
2023年
- 在無神世界裡進行傳教活動（シアン[8] ）

2025年
- 這是妳與我的最後戰場，或是開創世界的聖戰 Season II（娜彌[27]）

### 劇場動畫
2025年
- 電影 小鯊鯊出門去 都會的朋友（みほ[28]）

### 电子游戏
2023年
- World Dai Star 夢之星雲（倫子[29]）

2024年
- Link!Like!ラブライブ！（安養寺姫芽[30]）

## 脚注